# جادوگر (فیلم ۱۹۸۹ هندی)
جادوگر (به هندی: Jaadugar) یا شعبده‌باز (به انگلیسی: Magician) فیلمی محصول سال ۱۹۸۹ و به کارگردانی پراکاش مهرا است. در این فیلم بازیگرانی همچون آمیتاب باچان، جایا پرادا، آدیتای پانچولی، آمریتا سینگ، آمریش پوری، پران، رضا مراد، بهارات بوشان، باب کریستو، جانی لور ایفای نقش کرده‌اند.